# ولیکا چرشنیویتسا
ولیکا چرشنجویکا (کرواتی: Velika Črešnjevica) یک زیستگاه انسانی در کرواسی است.